# Seabriella fasciata
Seabriella fasciata là một loài bọ cánh cứng trong họ Cerambycidae.